# Jonas Pangonis
Jonas Pangonis (*  26. November 1950 in Alytus) ist ein litauischer Politiker.

## Leben
Von 1968 bis 1973 absolvierte er ein Studium an der Fakultät für Wirtschaft der Lietuvos žemės ūkio akademija in Noreikiškės (Rajongemeinde Kaunas).
Von 1973 bis 1976 arbeitete er in Jonava un in der Rajongemeinde Alytus, von 1981 bis 1989  Direktor des Gartenbetriebs Luksnėnai.
Von 1990 bis 1996 war er Mitglied im Seimas. Von 2002 bis 2003 war er Mitglied im Stadtrat Alytus. Von 2001 bis 2007 leitete er das Zollamt Kaunas und ab 2007 das Zollamt Vilnius.
Ab 1989 war er Mitglied im Sąjūdis, danach bei Lietuvos demokratinė darbo partija (LDDP) und ab 1995 bei Lietuvos socialdemokratų partija.
Er ist verheiratet. Mit Frau Danutė hat er die Kinder Edas, Dovilė, Paulius.

## Quelle
- Leben

| Personendaten    | Personendaten         |
| ---------------- | --------------------- |
| NAME             | Pangonis, Jonas       |
| KURZBESCHREIBUNG | litauischer Politiker |
| GEBURTSDATUM     | 26. November 1950     |
| GEBURTSORT       | Alytus                |